# Bar-sur-Aube
Pour les articles homonymes, voir Bar.
Bar-sur-Aube est une commune française, sous-préfecture du département de l'Aube en région Grand Est.
Ses habitants s'appellent les Baralbins ou Bar-sur-Aubois.

## Géographie

Représentations cartographiques de la commune
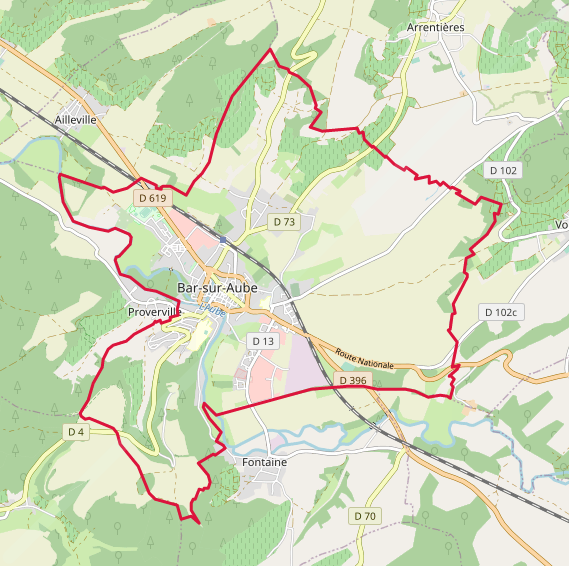
Carte OpenStreetMap.
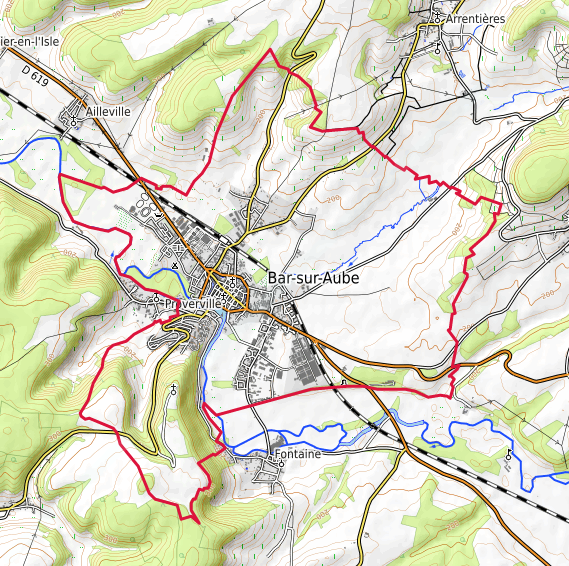
Carte topographique.

### Localisation
Située à 165 mètres d'altitude, la rivière Aube et la Bresse sont les principaux cours d'eau qui traversent la commune de Bar-sur-Aube.

### Communes limitrophes
Les communes limitrophes sont Ailleville, Arrentières, Bayel, Couvignon, Fontaine, Proverville et Voigny.
| Ailleville  | Ailleville   | Arrentières |
| Proverville | Bar-sur-Aube | Voigny      |
| Couvignon   | Fontaine     | Bayel       |

### Géologie et relief
Bar-sur-Aube est entourée de coteaux champenois et de collines. La ville est traversée par l'Aube, d'où son nom.
- Hydrogéologie et climatologie : Système d’information pour la gestion des eaux souterraines en Seine-Normandie, par le BRGM :

Territoire communal : Occupation du sol (Corinne Land Cover); Cours d'eau (BD Carthage),
Géologie : Carte géologique; Coupes géologiques et techniques,
 Hydrogéologie : Masses d'eau souterraine; BD Lisa; Cartes piézométriques.

### Sismicité
Commune située dans une zone de sismicité  très faible.

### Hydrographie

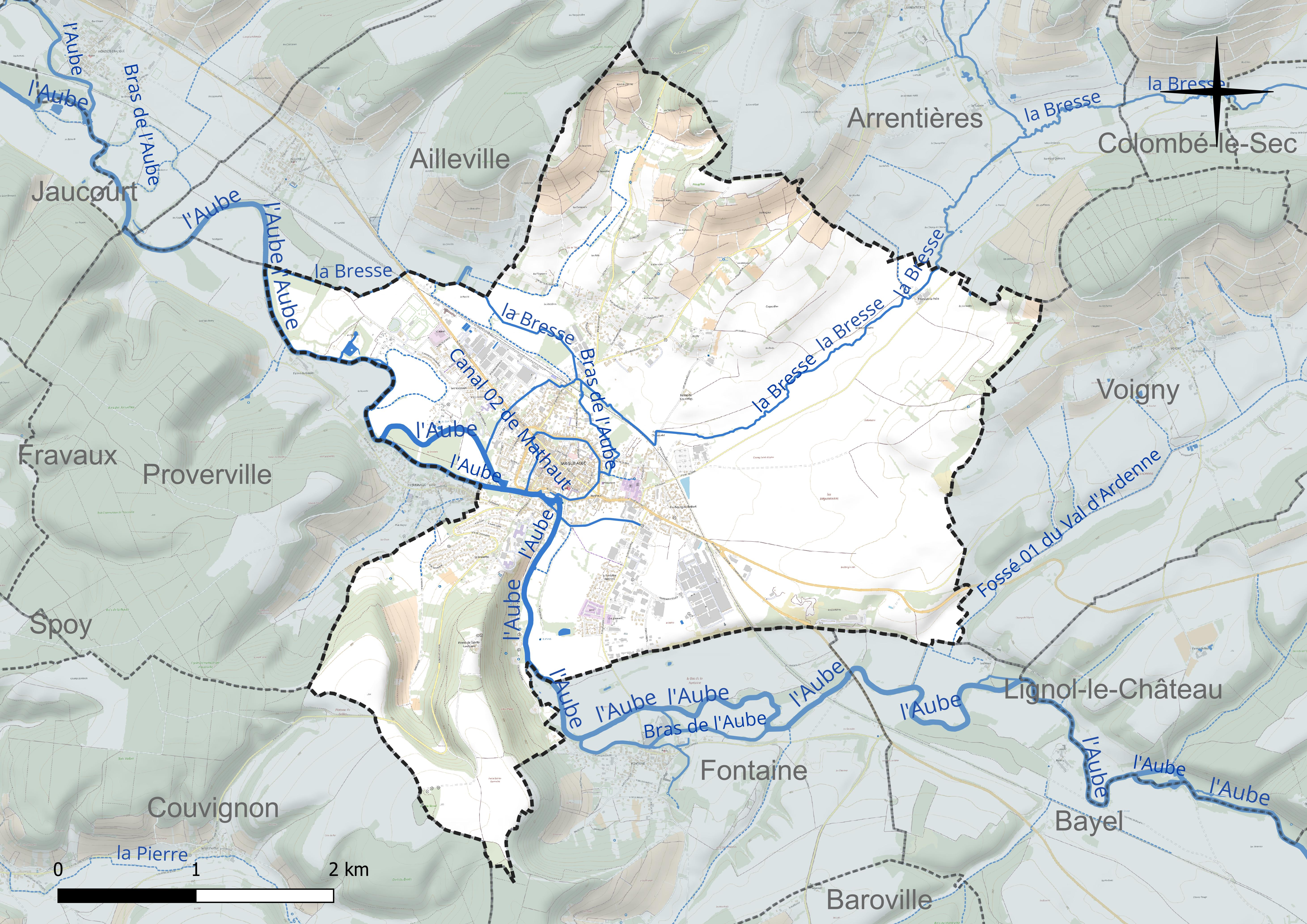
Réseau hydrographique de Bar-sur-Aube.

La commune est dans la région hydrographique « la Seine de sa source au confluent de l'Oise (exclu) » au sein du bassin Seine-Normandie. Elle est drainée par l'Aube, le Fossé 01 du Val d'Ardenne, la Bresse, un bras de l'Aube, le canal 02 de Mathaut, le cours d'eau 01 des Côtelles, l'Aube et divers autres petits cours d'eau,.
L'Aube, d'une longueur de 249 km, prend sa source dans la commune d'Auberive et se jette  dans la Seine à Marcilly-sur-Seine, après avoir traversé 82 communes.
Le fossé 01 du Val d'Ardenne, d'une longueur de 11 km, prend sa source dans la commune de Colombey les Deux Églises et se jette  dans l'Aube à Bayel, après avoir traversé six communes.
La Bresse, d'une longueur de 12 km, prend sa source dans la commune de Colombé-la-Fosse et se jette  dans l'Aube à Ailleville, après avoir traversé cinq communes.

### Climat
Pour des articles plus généraux, voir Climat du Grand Est et Climat de l'Aube.
En 2010, le climat de la commune est de type climat des marges montargnardes, selon une étude du Centre national de la recherche scientifique s'appuyant sur une série de données couvrant la période 1971-2000. En 2020, Météo-France publie une typologie des climats de la France métropolitaine dans laquelle la commune est exposée à un climat océanique altéré et est dans la région climatique Lorraine, plateau de Langres, Morvan, caractérisée par un hiver rude (1,5 °C), des vents modérés et des brouillards fréquents en automne et hiver.
Pour la période 1971-2000, la température annuelle moyenne est de 10,5 °C, avec une amplitude thermique annuelle de 15,8 °C. Le cumul annuel moyen de précipitations est de 850 mm, avec 12,7 jours de précipitations en janvier et 8,6 jours en juillet. Pour la période 1991-2020, la température moyenne annuelle observée sur la station météorologique de Météo-France la plus proche, « Ailleville_sapc », sur la commune d'Ailleville à 3 km à vol d'oiseau, est de 11,4 °C et le cumul annuel moyen de précipitations est de 833,5 mm. 
La température maximale relevée sur cette station est de 41,3 °C, atteinte le 25 juillet 2019 ; la température minimale est de −19,7 °C, atteinte le 20 décembre 2009,,.
| Mois                                  | jan.             | fév.         | mars           | avril         | mai             | juin          | jui.          | août           | sep.          | oct.          | nov.             | déc.           | année      |
| ------------------------------------- | ---------------- | ------------ | -------------- | ------------- | --------------- | ------------- | ------------- | -------------- | ------------- | ------------- | ---------------- | -------------- | ---------- |
| Température minimale moyenne (°C)     | 0,6              | 0,5          | 2,4            | 4,5           | 8,4             | 11,6          | 13,5          | 13,2           | 9,9           | 7,5           | 3,9              | 1,6            | 6,5        |
| Température moyenne (°C)              | 3,6              | 4,3          | 7,5            | 10,5          | 14,3            | 17,6          | 19,8          | 19,6           | 15,8          | 12            | 7,3              | 4,4            | 11,4       |
| Température maximale moyenne (°C)     | 6,6              | 8,2          | 12,6           | 16,4          | 20,2            | 23,7          | 26,2          | 26             | 21,7          | 16,6          | 10,6             | 7,2            | 16,3       |
| Record de froid (°C) date du record   | −17,9 02.01.1997 | −15 05.02.12 | −15,1 01.03.05 | −6,1 08.04.03 | −1,6 18.05.1991 | 0 05.06.1991  | 5,3 03.07.11  | 3,5 30.08.1998 | 0,9 20.09.12  | −6 30.10.1997 | −11,6 24.11.1998 | −19,7 20.12.09 | −19,7 2009 |
| Record de chaleur (°C) date du record | 18,2 05.01.1999  | 22 27.02.19  | 26,5 31.03.21  | 29,9 25.04.07 | 32,8 28.05.17   | 38,8 28.06.11 | 41,3 25.07.19 | 41,2 12.08.03  | 35,5 14.09.20 | 30,5 02.10.23 | 23,9 07.11.15    | 17,6 31.12.22  | 41,3 2019  |
| Précipitations (mm)                   | 65,8             | 61,8         | 64,6           | 62            | 76,1            | 63,5          | 69,6          | 63,8           | 67,7          | 78,3          | 78,8             | 81,5           | 833,5      |

| Diagramme climatique                                  |            |             |           |             |              |              |            |             |             |             |            |
| J                                                     | F          | M           | A         | M           | J            | J            | A          | S           | O           | N           | D          |
| 6,60,665,8                                            | 8,20,561,8 | 12,62,464,6 | 16,44,562 | 20,28,476,1 | 23,711,663,5 | 26,213,569,6 | 2613,263,8 | 21,79,967,7 | 16,67,578,3 | 10,63,978,8 | 7,21,681,5 |
| Moyennes : • Temp. maxi et mini °C • Précipitation mm |            |             |           |             |              |              |            |             |             |             |            |

Les paramètres climatiques de la commune ont été estimés pour le milieu du siècle (2041-2070) selon différents scénarios d'émission de gaz à effet de serre à partir des nouvelles projections climatiques de référence DRIAS-2020. Ils sont consultables sur un site dédié publié par Météo-France en novembre 2022.

## Urbanisme

### Typologie
Au 1er janvier 2024, Bar-sur-Aube est catégorisée bourg rural, selon la nouvelle grille communale de densité à 7 niveaux définie par l'Insee en 2022.
Elle appartient à l'unité urbaine de Bar-sur-Aube, une agglomération intra-départementale dont elle est ville-centre,. Par ailleurs la commune fait partie de l'aire d'attraction de Bar-sur-Aube, dont elle est la commune-centre,. Cette aire, qui regroupe 43 communes, est catégorisée dans les aires de moins de 50 000 habitants,.

### Occupation des sols

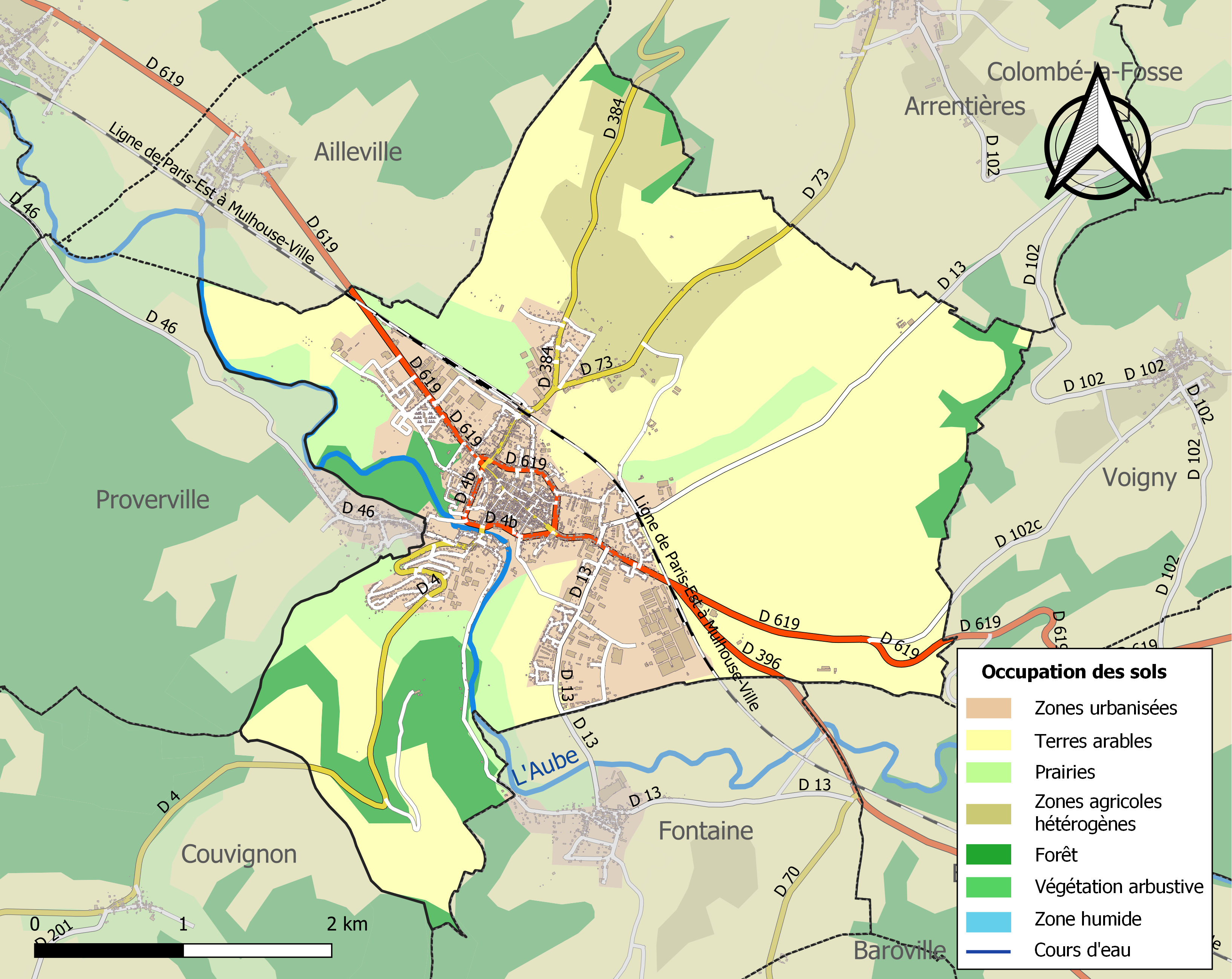
Carte des infrastructures et de l'occupation des sols de la commune en 2018 (CLC).

L'occupation des sols de la commune, telle qu'elle ressort de la base de données européenne d’occupation biophysique des sols Corine Land Cover (CLC), est marquée par l'importance des territoires agricoles (71,2 % en 2018), en diminution par rapport à 1990 (74,9 %). La répartition détaillée en 2018 est la suivante : 
terres arables (45,5 %), zones urbanisées (10,4 %), prairies (9,9 %), forêts (9,9 %), zones agricoles hétérogènes (8,8 %), zones industrielles ou commerciales et réseaux de communication (8,4 %), cultures permanentes (7,1 %). L'évolution de l’occupation des sols de la commune et de ses infrastructures peut être observée sur les différentes représentations cartographiques du territoire : la carte de Cassini (XVIIIe siècle), la carte d'état-major (1820-1866) et les cartes ou photos aériennes de l'IGN pour la période actuelle (1950 à aujourd'hui).

### Aménagement de l'espace
En 2007-2008, le centre-ville est passé en sens unique, un élargissement a été effectué au niveau des trottoirs. Le tour de ville a été rénové en 2006 tout comme la place de l'Hôtel-de-Ville. La cité scolaire Gaston-Bachelard a été rénovée en 2011. Une piste cyclable a été tracée sur le tour de ville en 2011 et l'ouverture d'un camping à la Gravière donne un attrait touristique à la ville. Un terrain de football synthétique et la réfection des vestiaires du stade sont en projet.

### Voies de communications et transports

#### Voies routières
- A5 : Échangeur n°3 Colombey, Échangeur n°2 Bar-sur-Seine.
- D 619 vers Ailleville, Lignol-le-Château[19].
- D 46 vers Proverville.
- D 73 vers Arrentières.

#### Transports en commun
- Fluo Grand Est.

##### SNCF

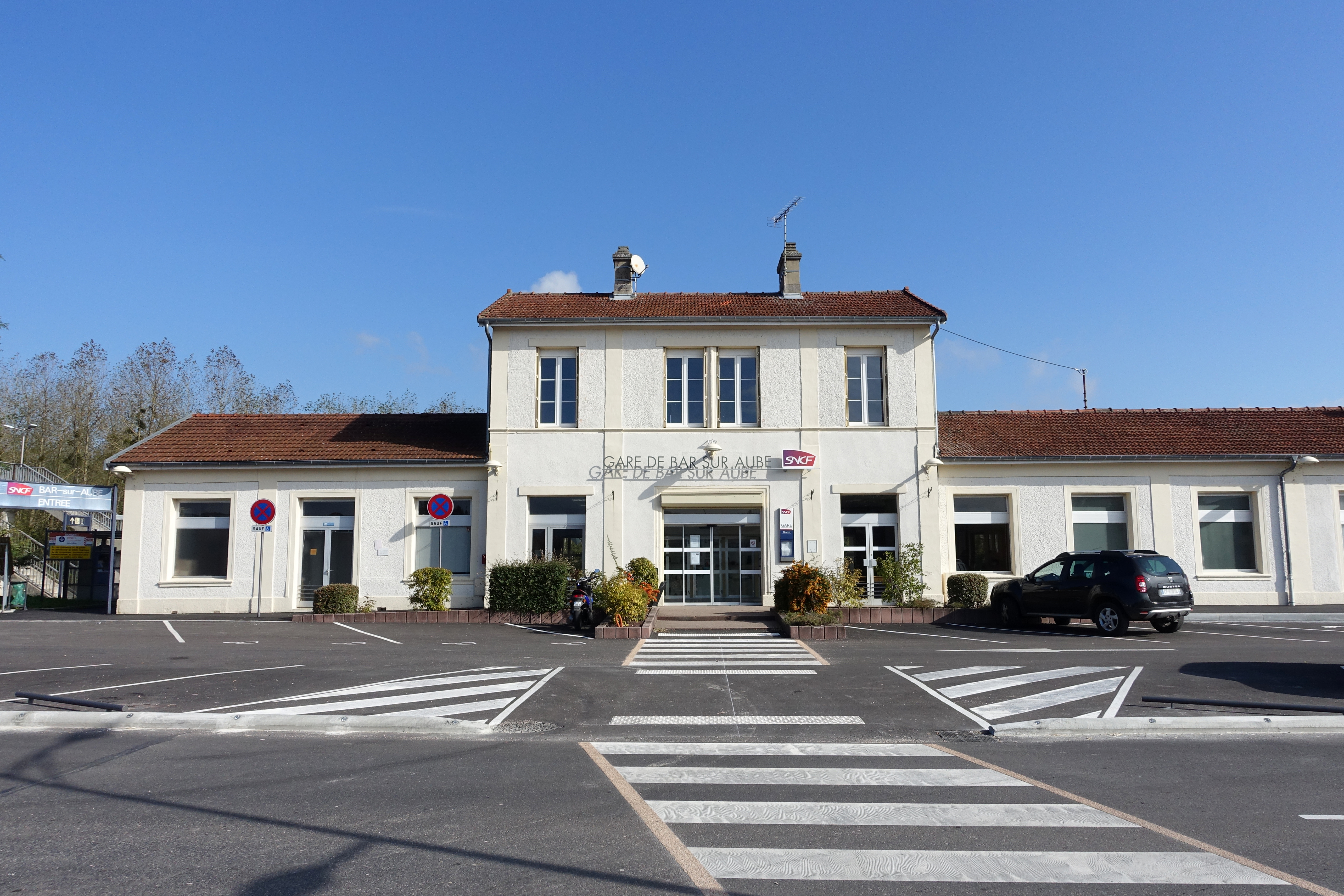
Gare de Bar-sur-Aube.

- Gare de Bar-sur-Aube

## Toponymie
Attestée sous les formes Segessera, Barrisiica, Barris ca, Baro castelli, castelli Baris (monnaies carolingiennes), Barrum super Albam (1061), Castrum Barris montis (1065), Barrense castrum, Barrense oppidum (1097), Barrenses (1102), Barrum castrum super Albam (1104), Vetus castrum, villa Barrensis (1149), Bar-sur-Aube (vers 1200). Le nom de la ville se trouve également sous la forme Barrum ad Albam dans les archives ecclésiastiques.
Du gaulois barro- « tête, hauteur (topographie), extrémité boisée »,, comme le montre d'ailleurs le pléonasme [castrum] Barris montis « château du Mont Barre » de 1065.
Au cadastre de 1837 se trouvait : les faubourgs d'Arsonval, Saint-Nicolas, Notre-Dame et d'Aube, Beauvoir, la Bergerie, le Calvaire, le Cellier, la Chalet, Chauvelet, le moulin du Château, celui du Bas, du Haut ; Château-Gaillard, Châtelet, Chauffourt, Coquerillon, Coucelange, la Doué, la Folie, les Gravières, Heaume, Marcassel, Mathaux, Ormont, les ponts Rouge et aux Moines, Sainte-Germaine, Saint-Esprit, abbaye Saint-Nicolas, Temple, Val-de-Thors, Val-Richard, Vaudemont, Voie-Neuve.

## Histoire

### Antiquité
L'existence de Bar-sur-Aube remonte à l’Antiquité. Un coin monétaire (type au cheval) au nom de Togirix (chef des Lingons[réf. nécessaire]) a été découvert sur la colline Sainte-Germaine. Il servait à battre des monnaies.
À l'époque romaine la ville aurait d'après la Table de Peutinger été connue sous le vocable de Segessera (seges, moisson). Louis Chevalier cite également l’appellation Frumentaria (frumentum, blé). Ces dénominations pourraient provenir de la fertilité du territoire ou bien de l'utilisation de la ville comme entrepôt par les Romains. Un certain nombre de vestiges du Ier au IVe siècle, dont des villas, a été découvert dans la ville et dans les environs. Vicus de la civitas des Lingons, Segessera faisait partie, pendant le Haut-Empire romain, de la province de Gaule Belgique. Elle aurait été rattachée au Bas-Empire romain à la province de Lyonnaise première.
D'après la tradition orale, la ville aurait été dévastée par Attila dont l’action la plus connue fut la décapitation de sainte Germaine ; elle fut enterrée sur la colline qui porte désormais son nom et qui devint un lieu de culte ainsi qu'une communauté villageoise. Après le partage du royaume de Clovis par ses fils, la ville fit partie de l'Austrasie.

### Moyen Âge
Sous Charles le Chauve, plusieurs variétés de monnaies furent émises avec au revers le nom de la ville.

#### Les comtes
Les comtes étaient chargés d'administrer le pagus Barrensis dont Bar-sur-Aube était le chef-lieu. Ce pagus était sous la suzeraineté de l'évêque de Langres. En 889, le roi Eudes avait confirmé, au comte, la possession du castellum, le droit de battre monnaie et de tenir foire.

#### Les foires
Grâce à la politique des comtes de Champagne, la ville prit une grande importance. Bar était le siège d'une des six foires de Champagne, régulières dès 1114, où les commerçants des Flandres et d'Italie s'échangeaient épices d'Orient, soie, textiles et produits bruts venus du nord de l'Europe à la mi-février et à la mi-avril. C'est la période où les comtes abandonnèrent l'ancien château de la motte féodale pour faire bâtir leur résidence en ville. En 1160, la foire se déroulait sur deux semaines, de la troisième semaine de carême à la quatrième incluse. Devant l'importance qu'elle prend, elle s'étend sur une troisième semaine en 1170, puis à vingt-huit jours en 1250. Les intervenants étaient présents de nombreux jours supplémentaires pour le règlement des démarches administratives et commerciales. De plus, certaines corporations avaient investi financièrement dans la ville pour ces actions régulières : achats de halles, de maisons comme les drapiers de Châlons, des marchands d'Arras, Bâle, Besançon, Cambrais, Fribourg, Orange, Paris, Valenciennes, Ypres.
Les foires attiraient aussi des métiers dérivés comme des banquiers, les Anguissoli qui laissèrent leur nom à la rue des Angoiselles (actuelle rue Mailly), des changeurs…

#### Le rattachement de Bar à la couronne
Bar-sur-Aube et la Champagne furent réunies au domaine royal à la suite du mariage, le 14 août 1284 entre Jeanne de Navarre héritière du comté de Champagne et du roi de France Philippe le Bel. En 1318, Philippe V le Long ayant vendu la ville à Jacques de Croÿ, les habitants se rachetèrent et obtinrent que le roi ne puisse plus la vendre ni l'aliéner.

#### Le Traité de Bar-sur-Aube

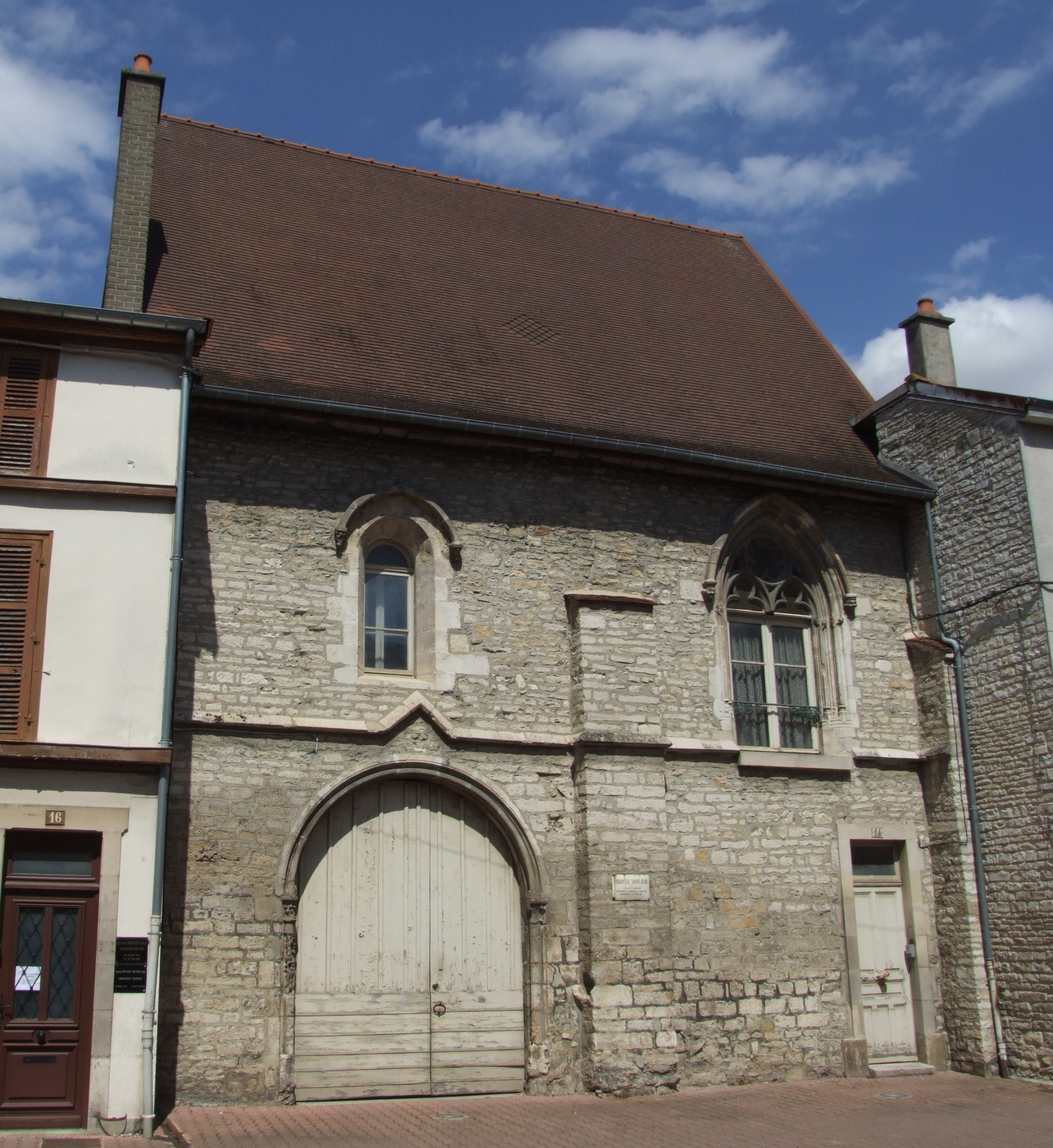
Chapelle templière Saint-Jean.

Le traité de Bar-sur-Aube fut signé le 20 mai 1314 entre Ferry IV, duc de Lorraine, Édouard Ier, comte de Bar, Renaud de Bar, évêque de Metz, et Henri Ier de Blâmont, sire de Blâmont.

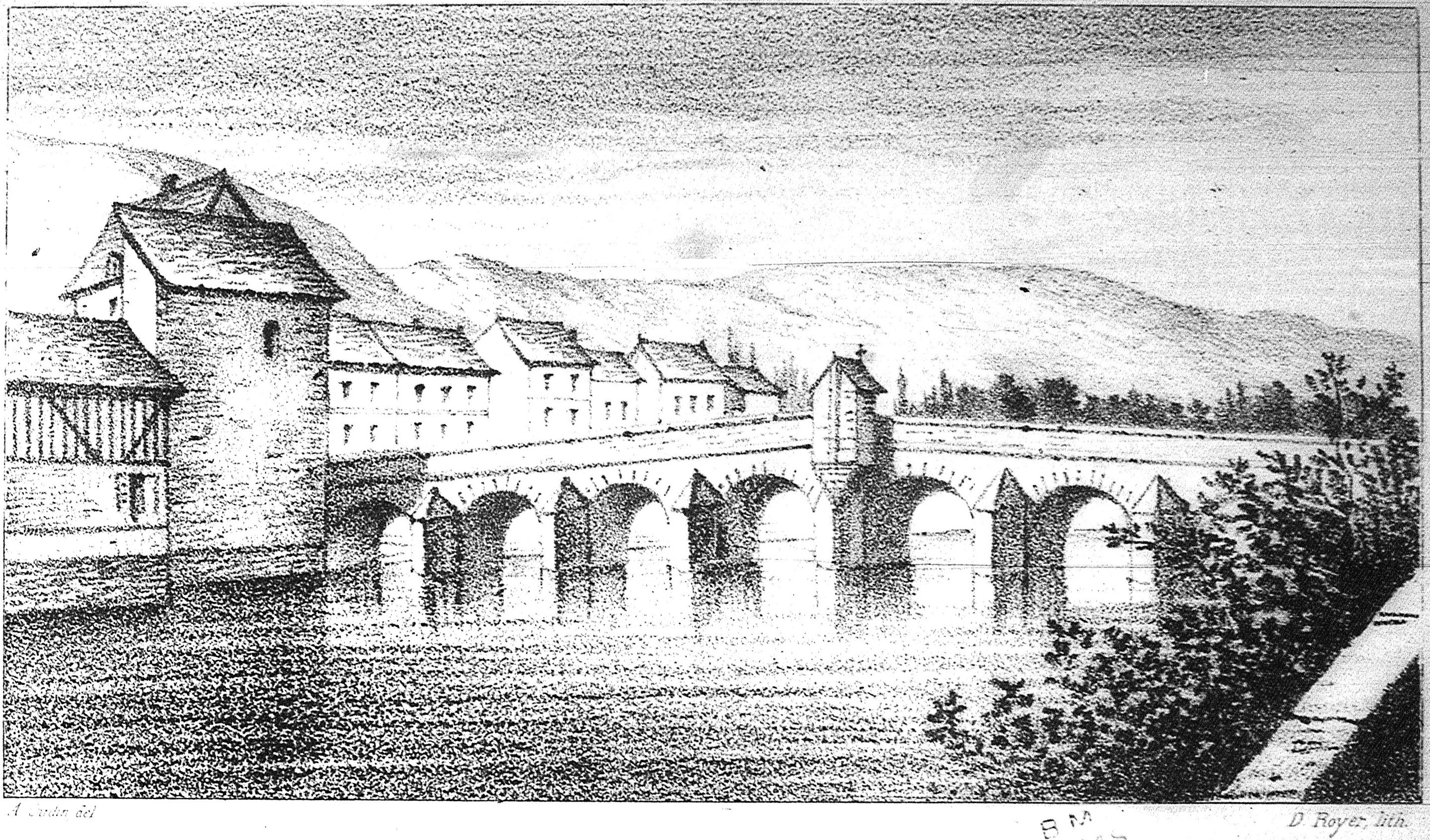
Pont d'où fut jeté Alexandre, bâtard de Bourbon[30] avec en son centre la chapelle expiatoire élevée à sa mémoire par ses partisans.
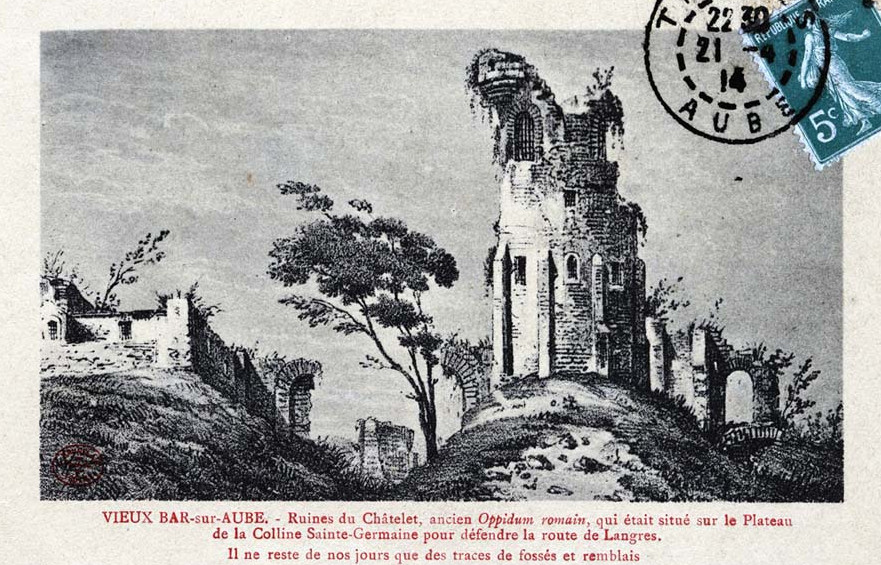
Vestiges du Châtelet.

### Les Templiers et les Hospitaliers
La chapelle Saint-Jean est une possession des Templiers, puis lors de la dévolution des biens de l'ordre du Temple passe aux Hospitaliers de l'ordre de Saint-Jean de Jérusalem.

### Ancien Régime
Lorsque Charles Quint assiégea la ville de Saint-Dizier, les habitants des villages voisins se mirent sous sa protection. La ville souffrit d'une longue peste en 1636, qui provoqua l'arrêt de la foire.

#### Élection (circonscription de l'Ancien Régime)
Pendant l'Ancien Régime, Bar-sur-Aube était le siège d'une élection qui regroupait jusqu'à cent quatre-vingt communautés. Parmi ses présidents, on citera :
- 1668-1678 : Jean-Baptiste de Coiffy ;
- 1690 : Claude Chifflet ;
- 1692 : Jean Bernodat ;
- 1707-1708 : Charles Chifflet ;
- 1732-1733 : Didier Mailly ;
- 1740-1748 : N. Mailly ;
- 1776 : Louis-Marie Rétaux.

Elle était aussi le siège d'un grenier à sel.

### Epoque contemporaine
La Révolution française y fut bien accueillie, les couvents disparurent. Elle fut chef-lieu de district de 1790 à 1800.
Bar-sur-Aube fut le théâtre d'une bataille à la fin de l'épopée napoléonienne (27 février 1814). En 1862 les fortifications furent démolies, le boulevard du tour de ville se trouve à leur emplacement.
En 1911, la révolte des vignerons opposa les vignerons aubois aux négociants marnais pour maintenir le vignoble dans l'appellation contrôlée « Champagne ».
Sept habitants ont été admis parmi les 4281 Justes parmi les nations de France pour avoir sauvé des personnes juives persécutées par le régime nazi et le gouvernement de Vichy : Simone Daunet Martin; Marcel Perrin; Jacqueline Perrin; Raymonde Perrin; Anastase Schmitt; Félicie Schmitt; Isidore Schmitt.

## Politique et administration

### Liste des maires
La ville a eu des institutions communales depuis le XIIe siècle. Cette première charte n'eut qu'une courte durée de vie. Une nouvelle charte fut donnée par Thibaut IV en 1230.
| Période                                  | Période   | Identité                             | Étiquette | Qualité                                                           |
| ---------------------------------------- | --------- | ------------------------------------ | --------- | ----------------------------------------------------------------- |
| Les données manquantes sont à compléter. |           |                                      |           |                                                                   |
| 1789                                     | 1797      | Claude-Laurent Bourgeois de Jessaint |           |                                                                   |
|                                          | 1943      | Arthur Bureau                        |           |                                                                   |
| 1943                                     | 1947      | Léon Chevillotte                     |           |                                                                   |
| 1947                                     | 1959      | Maurice Véchin                       | SFIO      | Conseiller général                                                |
| 1959                                     | 1964      | Henry Supper                         |           | Imprimeur                                                         |
| 1964                                     | 1965      | Roger Rubaud (par intérim)           |           | Retraité                                                          |
| 1965                                     | 1971      | Claude Pertat                        |           | Agent commercial                                                  |
| 1971                                     | 2001      | Jean-Pierre Davot                    | DVD       | Commerçant                                                        |
| 2001                                     | mars 2008 | Jean-François Leroux                 | DVG       |                                                                   |
| mars 2008                                | 2014      | René Gaudot                          | PRG       |                                                                   |
| 2014                                     | en cours  | Philippe Borde                       | LR        | Fonctionnaire, Président de la Communauté de communes depuis 2020 |

### Budget et fiscalité 2021
Comptes et budgets de Bar-Sur-Aube : Données disponibles: 2012 à 2021.
Chiffres clés Revenus et pauvreté des ménages en 2020 : médiane en 2020 du revenu disponible, par unité de consommation : 18 650 €.

### Jumelages
| Ville | Ville     | Pays | Pays      |
| ----- | --------- | ---- | --------- |
|       | Gernsheim |      | Allemagne |

Le 29 septembre 2020, la commune célèbre un « jumelage militaire » avec le 1er escadron du 5e régiment de dragons de Mailly-le-Camp.

## Population et société

### Démographie
L'évolution du nombre d'habitants est connue à travers les recensements de la population effectués dans la commune depuis 1793. Pour les communes de moins de 10 000 habitants, une enquête de recensement portant sur toute la population est réalisée tous les cinq ans, les populations de référence des années intermédiaires étant quant à elles estimées par interpolation ou extrapolation. Pour la commune, le premier recensement exhaustif entrant dans le cadre du nouveau dispositif a été réalisé en 2004.

En 2022, la commune comptait 4 743 habitants, en évolution de −4,18 % par rapport à 2016 (Aube : +0,7 %, France hors Mayotte : +2,11 %).
| 1793  | 1800  | 1806  | 1821  | 1831  | 1836  | 1841  | 1846  | 1851  |
| ----- | ----- | ----- | ----- | ----- | ----- | ----- | ----- | ----- |
| 3 652 | 3 665 | 3 707 | 3 503 | 3 890 | 3 940 | 4 169 | 4 163 | 4 442 |

| 1856  | 1861  | 1866  | 1872  | 1876  | 1881  | 1886  | 1891  | 1896  |
| ----- | ----- | ----- | ----- | ----- | ----- | ----- | ----- | ----- |
| 4 781 | 4 727 | 4 809 | 4 453 | 4 521 | 4 579 | 4 636 | 4 342 | 4 548 |

| 1901  | 1906  | 1911  | 1921  | 1926  | 1931  | 1936  | 1946  | 1954  |
| ----- | ----- | ----- | ----- | ----- | ----- | ----- | ----- | ----- |
| 4 587 | 4 507 | 4 533 | 4 074 | 4 313 | 4 264 | 4 002 | 3 921 | 4 387 |

| 1962  | 1968  | 1975  | 1982  | 1990  | 1999  | 2004  | 2006  | 2009  |
| ----- | ----- | ----- | ----- | ----- | ----- | ----- | ----- | ----- |
| 4 801 | 6 008 | 7 265 | 6 943 | 6 707 | 6 261 | 5 510 | 5 492 | 5 345 |

| 2014  | 2019  | 2022  | - | - | - | - | - | - |
| ----- | ----- | ----- | - | - | - | - | - | - |
| 5 014 | 4 787 | 4 743 | - | - | - | - | - | - |

### Manifestations culturelles et festivités
- Foire aux fromages en juin.
- Festival Eurythmies, fin juin.

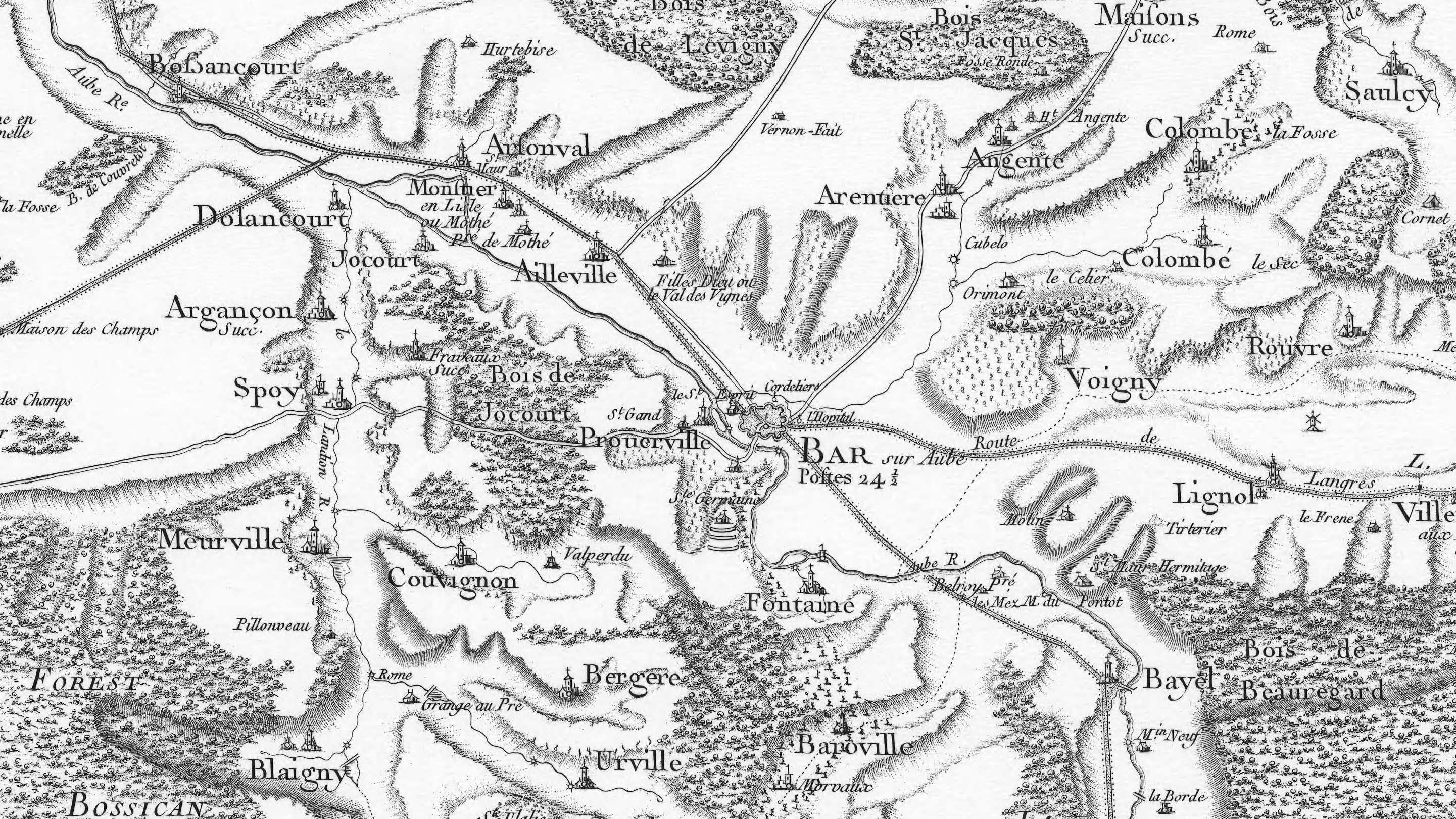
Bar-sur-Aube et alentour- Détail d'une carte d'état-major datant de Napoléon.

- Festival « JazzàBar », début septembre.
- Marché tous les samedis matin sous les halles, sur la place de l'hôtel de ville et dans la rue Nationale.
- Fête patronale aux Rameaux.
- Foire annuelle, premier week-end de septembre.
- Balade gourmande champenoise en mai.

### Cultes
- Culte catholique, Paroisses de Bar-sur-Aube, Ville sous la Ferté, Ville sur Terre[52], Diocèse de Troyes.

### Enseignement

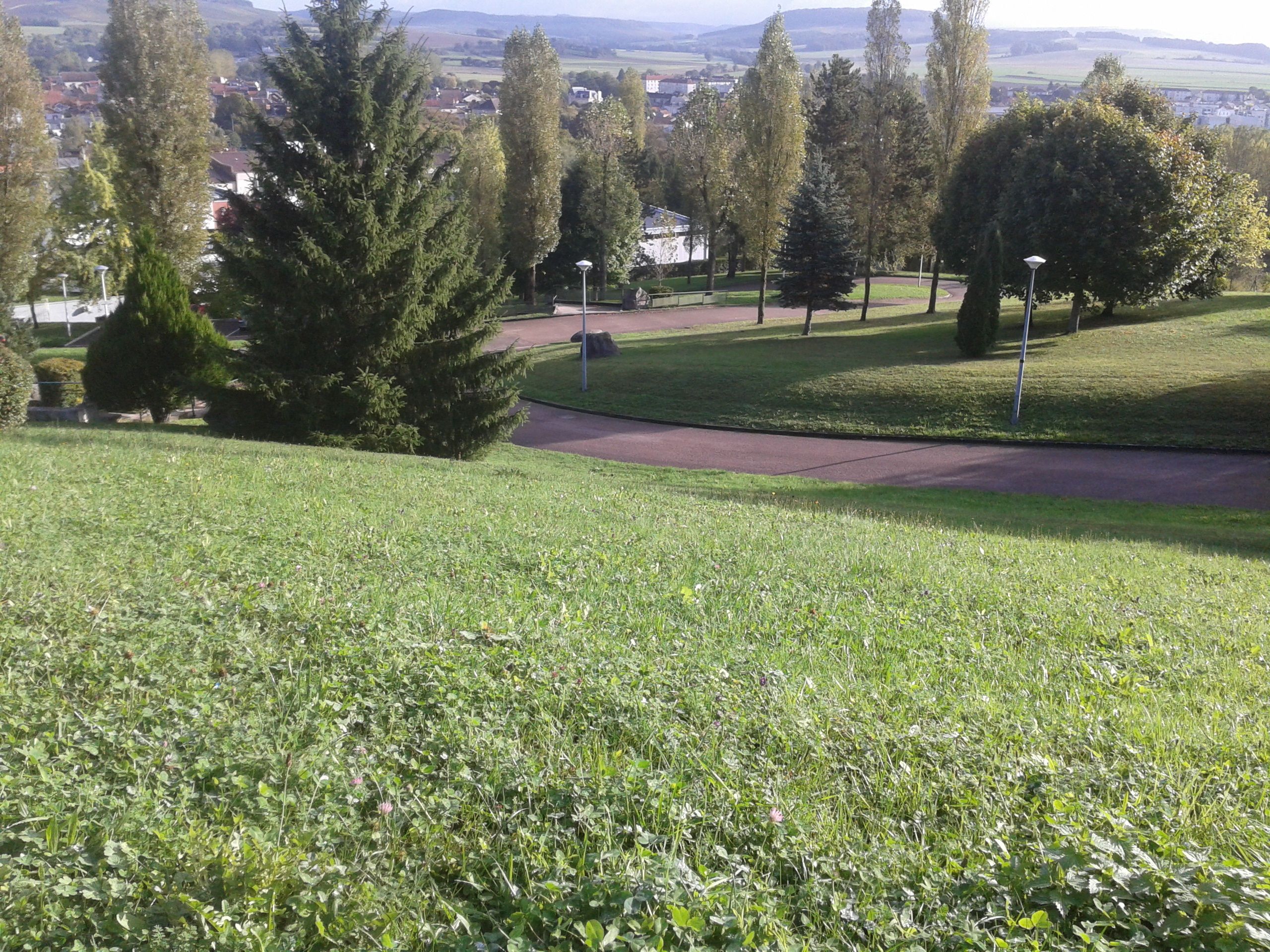
Vue depuis la cour du lycée.

Bar-sur-Aube accueille deux écoles maternelles : maternelle Gambetta et maternelle des Varennes, trois écoles primaires (Arthur-Bureau, Maurice-Véchin, Sainte-Thérèse, privée d'enseignement catholique), la cité scolaire Gaston-Bachelard située sur la colline Sainte-Germaine qui accueille environ 1 200 élèves venant de tout l'arrondissement. Elle comporte un collège, un lycée d'enseignement général et technologique et un lycée professionnel.
Le collège, constitué de 19 classes réparties sur les quatre niveaux, propose aux élèves les options latin dès la 5e, grec en 3e. C'est le seul collège en France à proposer dès la 5e une option « cinéma-audiovisuel ». Une section football est disponible à partir de la 6e pour les collégiens et de la seconde pour les lycéens.
Le lycée d'enseignement général et technologique, constitué de 14 classes réparties sur les trois niveaux, propose les spécialités suivantes pour les élèves en filière générale :
- Arts : Cinéma-audiovisuel (CAV)
- Histoire-géographie, géopolitique et sciences politiques (HGGSP)
- Humanité, littérature, philosophie (HLP)
- Langues, littérature et culture étrangère (LLCE Anglais)
- Mathématiques
- Physique-chimie (PC)
- Sciences économiques et sociales (SES)
- Sciences de la vie et de la terre (SVT)

Le lycée propose deux filières techniques : STMG (sciences et techniques du management et de la gestion) et STI2D (sciences et techniques de l'industrie et du développement durable). Il propose également l'option « cinéma-audiovisuel » de la seconde à la terminale. Les langues étrangères enseignées sont l'allemand, l'anglais et l'espagnol. Les cours se déroulent en groupes de compétences et non en classes entières. Chaque année, des voyages scolaires sont organisés en Allemagne, Écosse et Espagne. En 2013, un échange avec des lycéens d'Ashburn (États-Unis) a débuté. Les lycéens français sont partis en février, les lycéens américains seront accueillis en 2014.
Le lycée d'enseignement professionnel constitué de huit classes réparties sur les trois niveaux, propose à ses élèves les filières Métiers du commerce et de la vente (Bac Pro MCV) et Métiers de l'électricité (Bac Pro MELEC), ainsi qu'un CAP Équipier polyvalent du commerce.
Il existe, au sein de la cité scolaire, la section européenne accessible aux collégiens de la 5e à la 3e ainsi qu'aux lycéens en voie générale et technologique (Euro Anglais/histoire-géographie) et en voie professionnelle (Euro Anglais/commerce-vente)

### Santé
Le centre hospitalier Saint-Nicolas de Bar-sur-Aube, ayant en 2018 une capacité de 190 lits et places, dont :
- Médecine : 8 ;
- Moyen séjour : 22 ;
- Long séjour : 30 ;
- Hébergement : 130.

### Sports
- Sports de la ville de Bar-sur-Aube[56].

## Économie
- Antenne de la Chambre de commerce et d'industrie de Troyes et de l'Aube.

### Industrie
- L'industrie du chanvre est très développée à Bar-sur-Aube, et connaît une croissance soutenue depuis plusieurs années.
- La fabrication de meubles : Aube Bedding (groupe Adova).
- La transformation des métaux (forge, usinage) pour l'aéronautique, l'armement, les machines agricoles, la médecine (prothèses), etc. : Lisi Aerospace.

### Agriculture

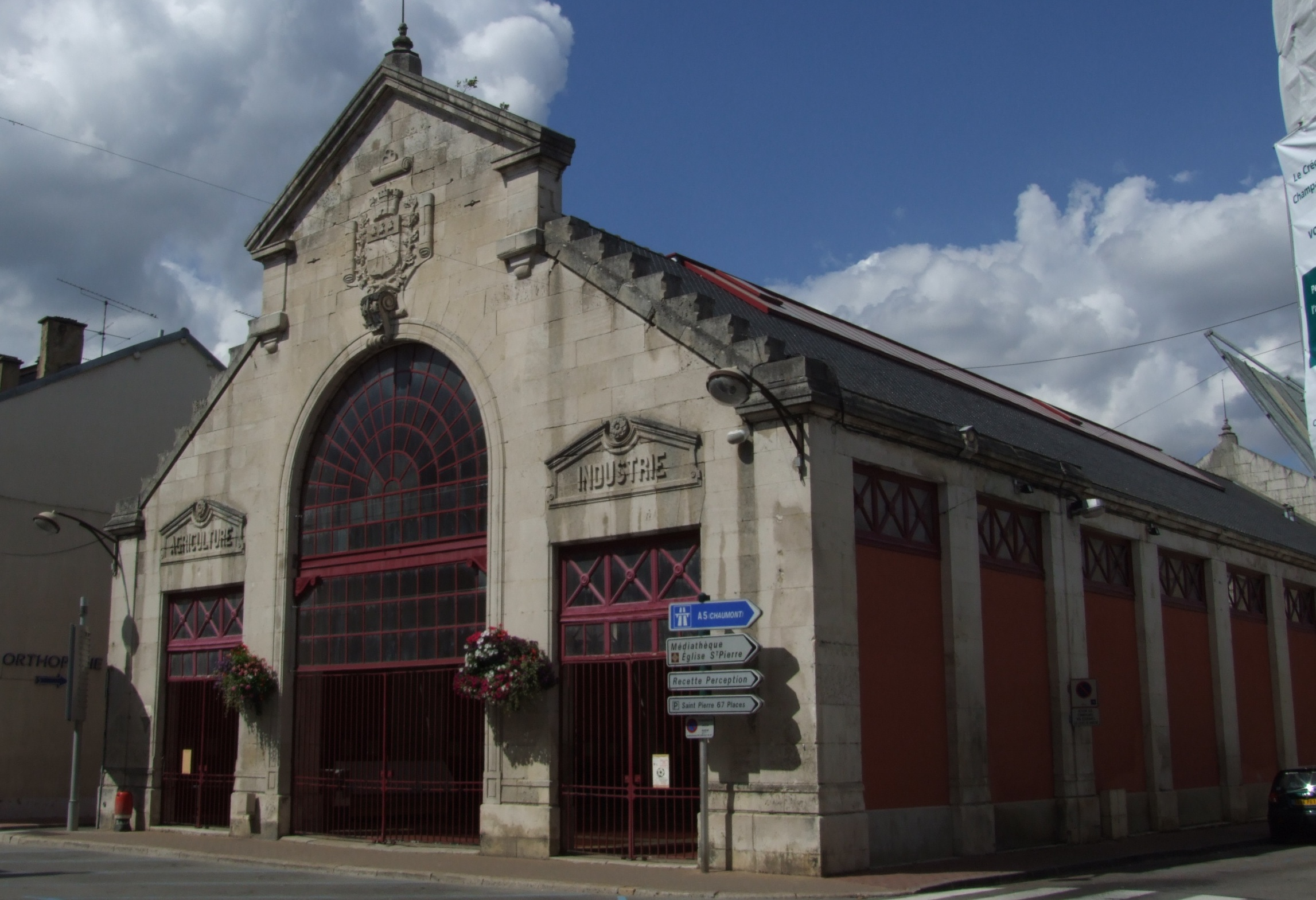
Halles.

Bar-sur-Aube est le premier producteur français de paille de chanvre (125 tonnes/j), et de nombreux produits dérivés du chanvre y sont fabriqués.
Autour de la ville se trouvent de nombreuses vignes, spécialisées dans le champagne.

### Lieux et monuments

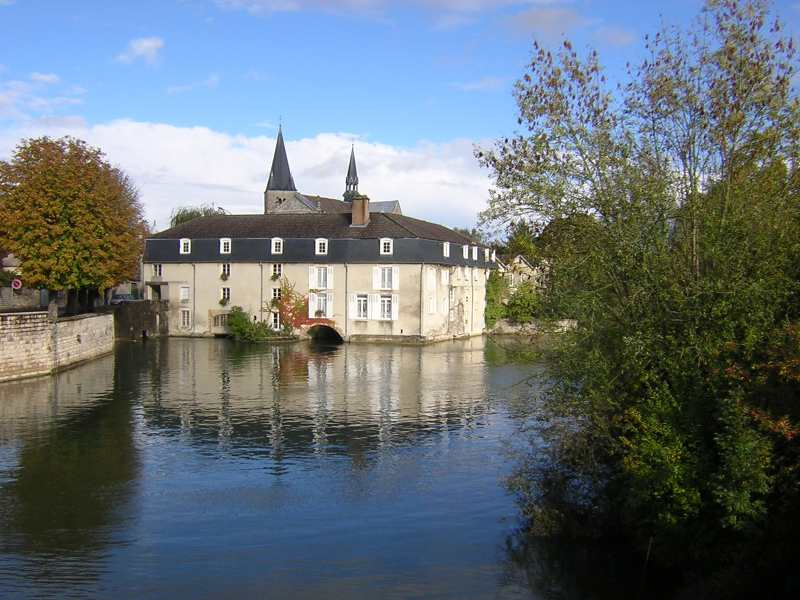
Le moulin des Marcasselles et les clochers de l'église Saint-Maclou.

## Culture locale et patrimoine

### Bâtiments et lieux publics remarquables
Sont classés monuments historiques :
- un immeuble, 79 rue Nationale[57] ;
- un immeuble, 4 rue Saint-Pierre[58].

Sont inscrits sur l'inventaire supplémentaire des monuments historiques :
- le Petit-Clairvaux, cellier du XIIe siècle[59] ;
- la médiathèque Albert-Gabriel des XVIe et XVIIe siècles[60] ;
- l'ancien couvent des Ursulines, devenu l'Hôtel de Ville[61] ;
- un immeuble, 1 petite rue Saint-Pierre[62] ;
- la maison des Trois Tours[63] ;
- l'ancien « Hôtel du Grenier à sel » (Sous-Préfecture)[64] ;
- deux maisons, 33[65] et 44[66] rue d'Aube.

Autres monuments :
- les Halles ;
- l'ancien hôtel Clausse de Surmont (La Poste) ;
- le moulin du Haut, dit des Marcasselles[67].

#### Bâtiments religieux

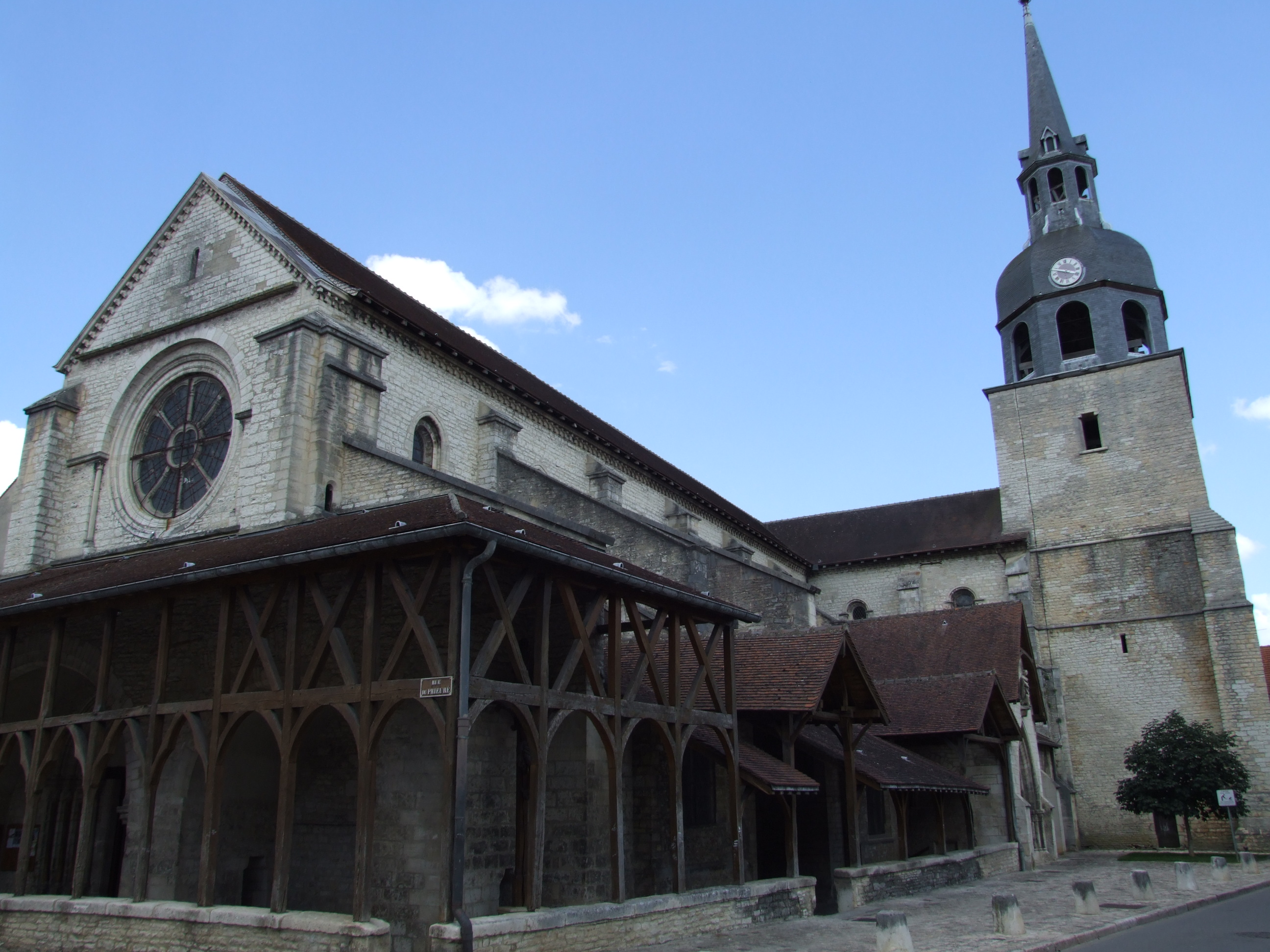
Église Saint-Pierre.

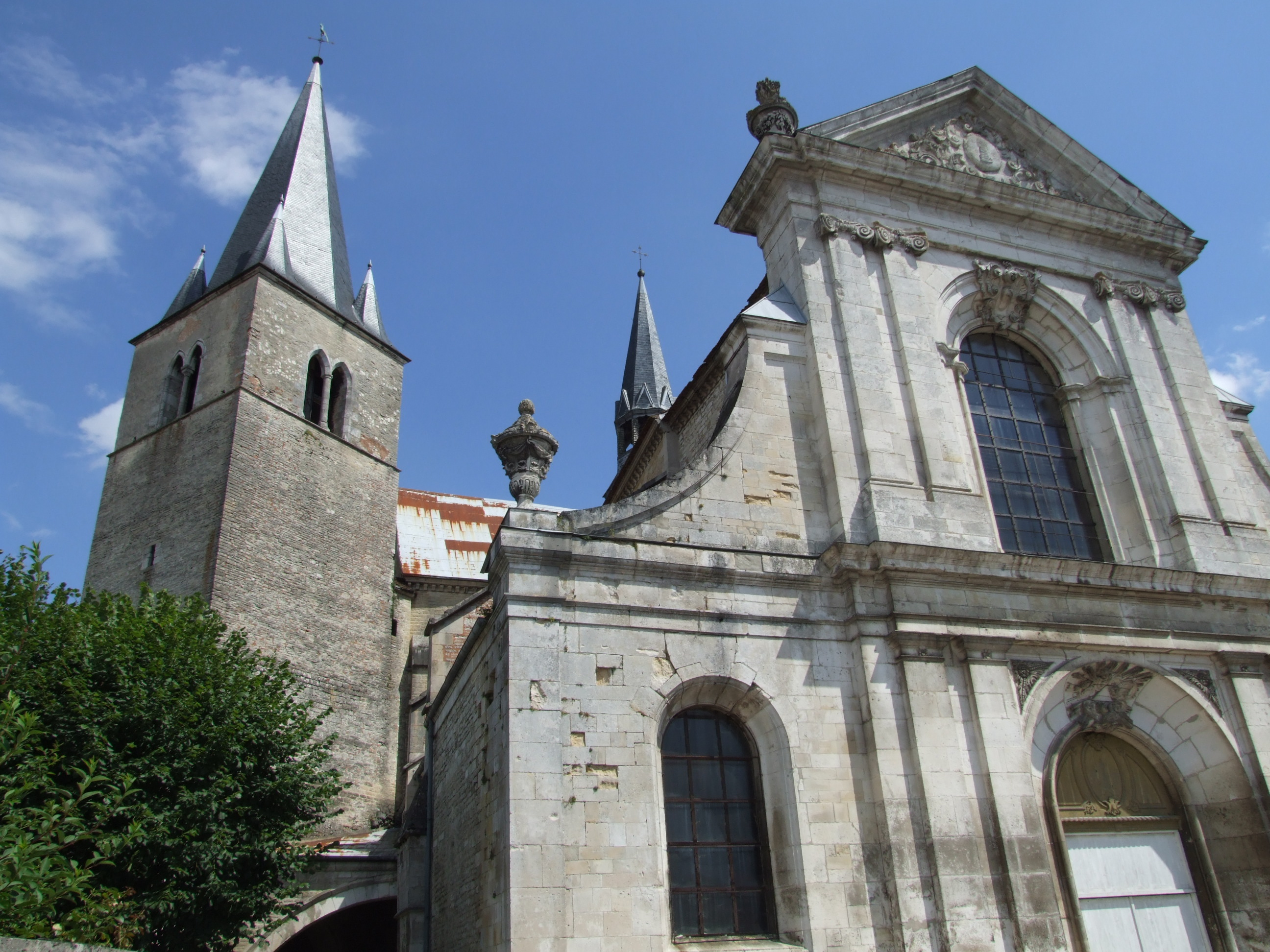
Église Saint-Maclou.

Sont classés comme monuments historiques :
- Église Saint-Pierre (XIIe siècle) avec son halloy, une galerie en bois qui servait aux marchands au temps des foires[68],[69].

Orgues de l'église Saint-Pierre :
* Orgue au sol dans le croisillon sud du transept.
* Le buffet d'orgue en tribune provient de l'église abbatiale Saint-Pierre des Chanoinesses de Remiremont (Vosges) et a été acheté par Bar-sur-Aube en 1845.
- Église Saint-Maclou (XIIe et XIVe siècles) dont le clocher est le seul vestige du château des comtes de Champagne, détruit après la Ligue sur ordre d'Henri IV. Fermée au public[72], elle est en cours de restauration.

- Un ancien prieuré du XVIe siècle[73].
- Hôtel de sous-préfecture de Bar-sur-Aube.
- Hôtel des comtes de Brienne (Médiathèque Albert-Gabriel)

Autres monuments :
- Chapelle des Sœurs du Bon secours.
- Chapelle de l'hôpital de Bar-sur-Aube.
- Chapelle Sainte-Germaine de la ferme de Sainte-Germaine.
- Aux environs : abbaye de Clairvaux, églises à pans de bois du Pays du Der.

#### Institutions
Bar-sur-Aube dépendait du diocèse de Langres. Elle était le siège de l'archidiaconé du Barrois, qui comprenait les diaconnés de Bar, de Châteauvillain et de Clermont. Le doyenné de la Chrétienté était le plus étendu du diocèse, avant la refonte de 1737.

#### Anciens prieurés
Bar-sur-Aube comptait quatre prieurés :
- le prieuré Saint-Maclou ;
- l'abbaye Saint-Nicolas, qui abritait un hôpital au début du XIIe siècle. Son cimetière avait été consacré par Guillenc, évêque de Langres, à la demande du pape Innocent II. De retour d'un voyage à Worms et Spire, Bernard de Clairvaux y célébrait la messe le 6 février 1147. Mais le comte Thibaut IV de Champagne et l'évêque de Langres Robert de Thourotte relevèrent son proviseur Robert et y nommèrent Alix, sœur de Thibaut : Saint-Nicolas devenait ainsi une abbaye féminine. En 1436, l'évêque Philippe de Vienne la transforma en prieuré masculin placé sous la tutelle du Val-des-Écoliers de Laon. Le 26 juillet 1673, le prieuré fut réuni aux bâtiments qui faisaient office de maladrerie ou de léproserie. Sa fonction d'hospice, qui s'était poursuivie, fut supprimé en 1734 et le prieuré fut peu à peu démantelé ;
- le prieuré Sainte-Germaine, qui dépendait de l'abbaye de Saint-Claude, nommé pour la première fois en 1407 dans une donation de feue Adélaïde, comtesse de Bar-sur-Aube, comme  prioratus santi Stephani, santi Stephani et sancte Germane, montis Bari, montis sancte Germane, cella sancte Marie de Monte super Albam[74]. Son siège se situait dans l'église Sainte-Germaine. Il percevait plusieurs bénéfices : celui de la sacristie, indépendante jusqu'en 1772 ; celui de la chapelle de Vaudrémont ; le droit de pêcher dans l'Aube sur tout le finage de Bar-sur-Aube ; l'exclusivité sur les moulins à blé et à drap. Parmi ses prieurs, on retient :
  - ~1033 : Étienne, aussi prieur de Bar-sur-Seine puis abbé de Bèze,
  - 1072-1075 : Robert de Bourgoigne, archidiacre, futur évêque de Langres,
  - ~1704-1728 : Olivier-Cernin Ninon de la Forêt, prieur de Saint-Pierre,
  - 1728-1729 : Henri de Carbonnière, archidiacre et prieur de Saint-Pierre,
  - 1729-1737 : Jean de Carbonnière,
  - 1737-1791 : Louis de Carbonnière, prieur de Saint-Pierre ;
- le prieuré Saint-Pierre, qui dépendait de l'abbaye de Saint-Claude.

#### Musées
Aux environs :
- Bayel : Écomusée du cristal ;
- Arsonval : Musée Loukine ;
- Colombey les Deux Églises : Mémorial du général de Gaulle et Boisserie.

#### Autres
- Colline Sainte-Germaine :

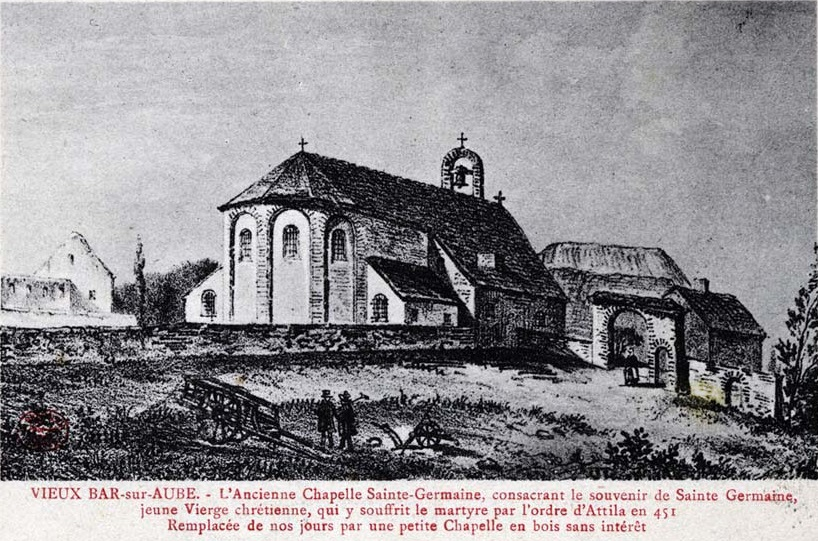
La chapelle Sainte-Germaine.

- Oppidum celte, site archéologique et fouilles[75] ;
- Chapelle Sainte-Germaine, ancienne église, siège d'une paroisse et d'un prieuré ;
- Point de décollage de parapentes et deltaplanes.

#### Environs
- Château de Cirey-sur-Blaise (Voltaire) ;
- Lacs : Lac du Der-Chantecoq et Lac d'Orient (voile, sports nautiques et loisirs de famille) - Lacs Amance et du Temple (parc naturel et pêche, motonautisme et vitesse) ;
- Forêts et bois : Forêt de Clairvaux - Parc naturel régional de la forêt d'Orient - Rivière Aube - Route touristique du Champagne.

### Personnalités liées à la commune
- Edme Aubert (1738-1804), religieux et homme politique né et décédé à Bar-sur-Aube, député du clergé aux états généraux de 1789.
- Lambert Rivière (1753 à Bar-sur-Aube-1828 à Paris), homme politique, député de l'Aube au Conseil des Cinq-Cents.
- Adrien-Sébastien de Jessaint (1788 à Bar-sur-Aube - 1850 à Trannes), haut fonctionnaire, conseiller d'État et préfet sous la monarchie de Juillet.
- Jean-François Armand[76] (24 juin 1789 - Bar-sur-Aube † 27 mars 1883 - Gravières (Aube)), polytechnicien (X 1808), ingénieur des Ponts-et-Chaussées, député de l'Aube (1837-1848).
- Jean Masson de Mortefontaine (1796-1887), homme politique né et décédé à Bar-sur-Aube, maire de Bar-sur-Aube en 1870, sénateur de l'Aube.
- Memmie-Rose de Maupas (1799-1861), homme politique né à Brienne-la-Vieille, maire de Bar-sur-Aube en 1846, député de l'Aube.
- Bertrand de Bar-sur-Aube, trouvère du XIIIe siècle.
- Gaston Bachelard naquit le 27 juin 1884 à Bar-sur-Aube au numéro 59 de la rue nationale[77]. Il est l’un des plus grands philosophes français du XXe siècle. Sa fille Suzanne qu'il éleva seul après le décès prématuré de son épouse fut une philosophe et mathématicienne renommée.
- Armand Beauvais, peintre rural (1840-1911).
- le comte d'Empire Jacques Claude Beugnot (1761-1835).
- Gaston Cheq, sauveur du vignoble aubois, né le 14 janvier 1866 à Bar-sur-Aube.
- Alexandre Du Sommerard, archéologue né à Bar-sur-Aube en 1779, mort à Saint Cloud le 19 août 1842, créateur du musée de Cluny (Paris).
- Maurice Emmanuel, musicologue et compositeur français né à Bar-sur-Aube en 1862 et mort à Paris en 1938.
- Albert Gabriel, architecte, spécialiste d'Anatolie, professeur au Collège de France et à l'université d'Istanbul (1883-1972).
- Tina Jolas, traductrice et ethnologue française (1929-1999), née à Bar-sur-Aube, qui fut l'épouse d'André du Bouchet puis la compagne de René Char.
- Adine Joliveau de Ségrais (1756-1830), née à Bar-sur-Aube, poétesse et fabuliste française.
- Franceschi Louis-Julien dit Jules, sculpteur français par naturalisation (né à Bar-sur-Aube le 11 janvier 1825, décédé à Paris le 1er septembre 1893).
- Louis Armand Vitry (1838-1916), homme politique, député de la Haute-Marne de 1887 à 1889.
- Charlemagne de Maupas, préfet de police de Paris, un des artisans du coup d'État du 2 décembre 1851.
- Nicolas Métru, compositeur natif de Bar-sur-Aube et actif à Paris au milieu du XVIIe siècle.
- comtesse de La Motte, instigatrice de l'affaire du collier de la reine.
- Marinette Pichon, née le 26 novembre 1975 à Bar-sur-Aube, ancienne footballeuse française qui a joué pour le F.C.F. Juvisy et en équipe de France de football (jus. 2006, 112 sélections et 82 buts), consultante à la télévision et entraîneuse au Québec
- Louis Marc Antoine Rétaux de Villette, faussaire impliqué dans l'affaire du collier de la reine.
- Jacques Sevestre (1908-1940), Commandant en second du sous-marin Narval, Mort pour la France le 15 décembre 1940 au large de Sfax, Compagnon de la Libération
- René Bondoux (1905-2001), champion olympique d'escrime et résistant.

### Héraldique
| Blason de Bar-sur-Aube | Blason  | Parti : au 1er de gueules au bar d'argent, au 2e d'azur à la bande d'argent accostée de deux cotices potencées et contre-potencées d'or, au chef d'azur chargé de trois abeilles volant d'or.                       |
| Blason de Bar-sur-Aube | Détails | D'azur à une bande d'argent accompagnée de deux doubles cotices d'or potencées et contre-potencées selon La France illustrée de Victor Adolphe Malte-Brun, 1882. Ce blason est en fait celui du comté de Champagne. |